# Nakajima E2N
Nakajima E2N (яп. 一五式水上偵察機, Морський розвідувальний гідролітак Тип 15) — серійний розвідувальний поплавковий гідролітак Імперського флоту Японії періоду 1920-1930-х років

## Історія створення
В середині 1920-х років командування ВПС Імперського флоту Японії розробило концепцію, відповідно до якої великі кораблі флоту повинні були мати 2 типи розвідників-гідропланів: розвідник далекої дії та ближній розвідник-коригувальник артилерійського вогню. Дальнім розвідником став літак Yokosuka E1Y, який замінив літак Yokosuka Ro-go Ko-gata.
Як ближній розвідник використовувався німецький гідролітак Hansa-Brandenburg W.33, що вироблявся за ліцензією фірмами Aichi та Nakajima, який до 1920-х років вже застарів. 
Для його заміни у 1924 був оголошений конкурс, в якому взяли участь фірми Aichi,  Nakajima та Арсенал флоту в Йокосуці.
Колектив конструкторів фірми Nakajima, яким керував Такао Йосіда, відмовився вд ідеї модернізації німецького літака, а натомість розробив суцільнодерев'яний півтораплан з полотняною обшивкою та відкритими кабінами льотчиків. Ця схема була кращою з точки зору забезпечення оглядовості вниз (один із серйозних недоліків W.33).
Літак був оснащений ліцензійним варіантом двигуна Hispano-Suiza V-8, озброєний 7,7-мм кулеметом у задній кабіні та був здатен нести чотири 30-кг бомби на зовнішній підвісці.
Перший прототип був готовий у 1926 році. Про випробування літака залишилось мало відомостей, але відомо, що у літака були певні проблеми, зокрема погана стійкість. Але у його конкурентів справи були ще гірші, і тому флот вибрав варіант фірми Nakajima, прийнявши його на озброєння під назвою «Морський розвідувальний гідролітак Тип 15-1» (або E2N1). У 1927 році, після усунення недоліків, літак був запущений в серійне виробництво.
У 1928 році був розроблений навчальний варіант «Тип 15-2» (або E2N2), в якому у задній кабіні був розміщений другий комплект органів управління.
За 1927-1929 роки фірма Nakajima випустила 47 літаків обох модифікацій. Крім того, було випущено 3 літаки для риболовецьких артілей. Протягом 1929-1930 років ще 30 машин випустила фірма Kawanishi .

## Тактико-технічні характеристики

### Технічні характеристики
- Екіпаж: 2 чоловік
- Довжина: 9,57 м
- Висота: 3,69 м
- Розмах крила: 13,52 м
- Площа крила: 44,00 м²
- Маса пустого: 1 409 кг
- Маса спорядженого: 1 980 кг
- Двигун: 1 х Hispano-Suiza V-8
- Потужність: 340 к. с.

### Льотні характеристики
- Максимальна швидкість: 172 км/г
- Крейсерська швидкість: 138 км/г
- Практична дальність: 640 км
- Практична стеля: 5 400 м
- Тривалість польоту: 5 г

### Озброєння
- Кулеметне: 1 x 7,7-мм кулемет
- Бомбове: 4 x 30-кг бомби

## Модифікації
- E2N1 — серійний розвідувальний гідролітак
- E2N2 — навчальний літак з подвійним керуванням

## Історія використання
E2N були першими гідролітаками японського флоту, що запускались за допомогою катапульти (всі попередні поплавкові гідролітаки злітали з гарматних башт лінкорів та крейсерів). Проте їх використання було нетривалим - давались взнаки не дуже хороші льотні характеристики та досить архаїчна для кінця 1920-х років суцільнодерев'яна конструкція. 
На початку 1930-х років E2N практично повністю зникли з частин першої лінії, де їх замінили Nakajima E4N. Але вони продовжували використовуватись як навчальні до середини 1930-х років.